# Abbazia di San Michele in Thiérache
L'abbazia di San Michele in Thiérache è un'antica abbazia benedettina che si trova nell'antica regione della Thiérache, nel territorio comunale di Saint-Michel, dipartimento dell'Aisne.

## Storia
Una prima cappella fu fondata nel 693 su iniziativa di sant'Ursmaro di Lobbes.

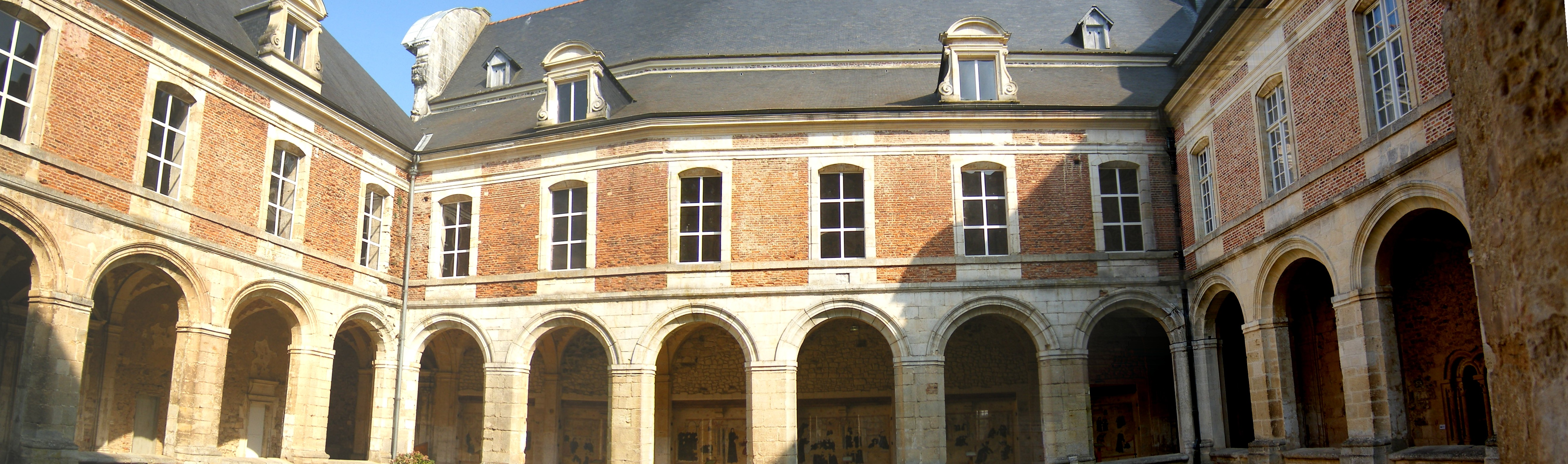
Il chiostro

L'attuale insieme abbaziale, che comprende la chiesa, il chiostro e alcuni edifici annessi, risale al XII secolo. L'abbazia conobbe, dopo la sua prima erezione, numerose ricostruzioni. Il transetto e il coro della chiesa, così come il vano della sala capitolare, sono di stile gotico e risalgono alla fine del XII secolo.
L'abbaziale di Sant'Evodio di Braine, vicino a Soissons, imitò lo stile di quella di San Michele, in particolare per le due copie di absidiole poste obliquamente rispetto al coro e all'abside, e per il grande rosone a raggiera della crociera settentrionale.
All'inizio del XVII secolo, l'abate Jean-Baptiste de Mornat, prete di origine veneta, giunse in Francia al seguito di Maria de' Medici, elemosiniere e consigliere dei re Enrico IV e Luigi XIII, restaurò l'abbazia: la facciata e la navata di stile classico datano dal suo abbaziato.
L'abbazia fu riformata nel 1661 dalla congregazione benedettina di premostratensi dell'antico rigore.
Dopo un incendio del 1715, gli edifici monastici attorno al coro furono ricostruiti.
L'abbazia beneficia di molte protezioni a titolo di monumenti storici acquisiti nei secoli XIX e XX: classamento del 1862 per il coro della chiesa, classamento del transetto nel 1889, classamento del chiostro e del cortile anteriore nel 1951, iscrizione delle altre parti dell'abbazia nel 1927, iscrizione, nel 2010, della navata della chiesa, delle facciate, del complesso monastico, della rete idrica e degli appartamenti del fabbricato.

## Chiesa abbaziale

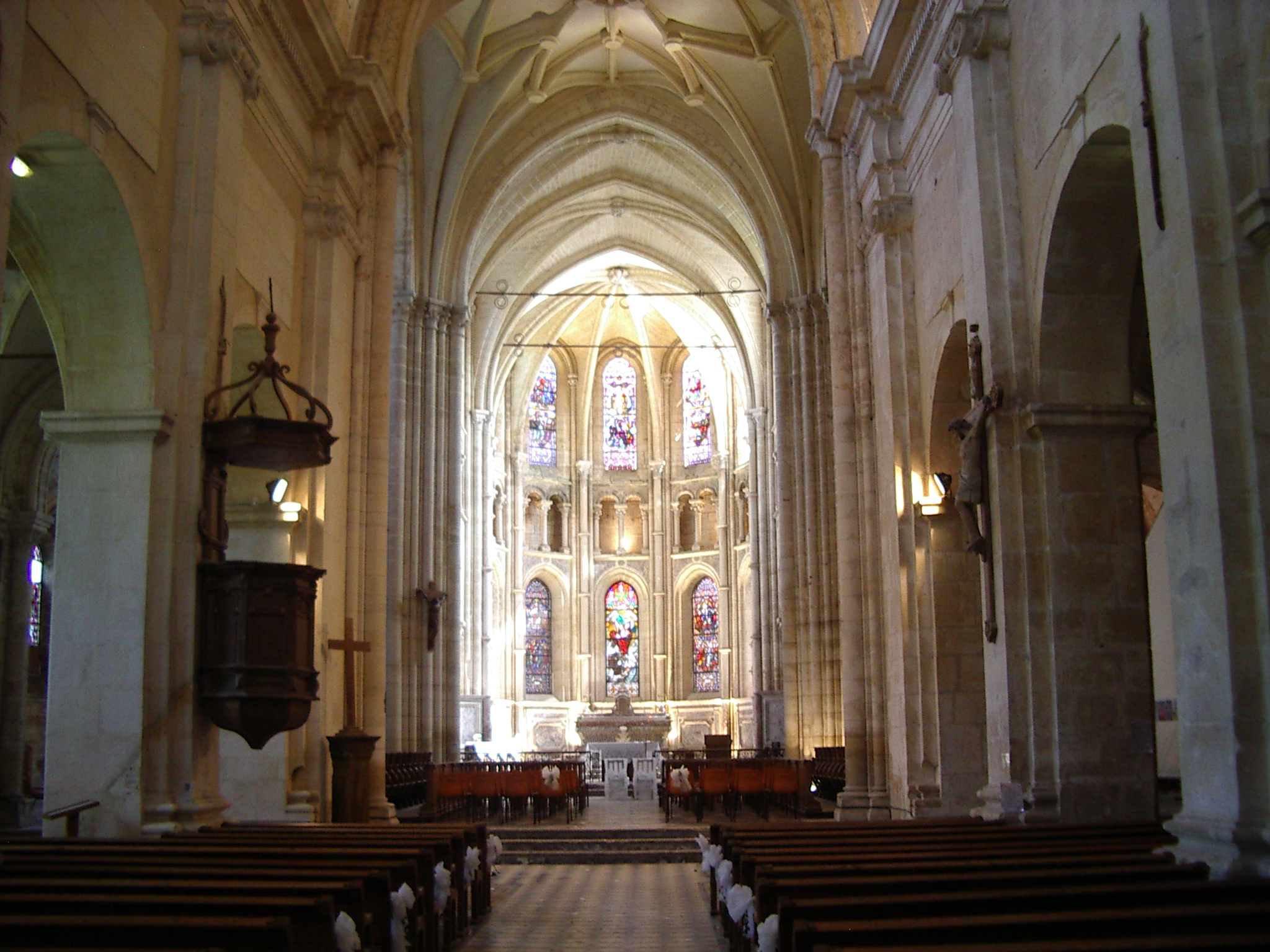
Il coro

Il coro della chiesa abbaziale, del XII secolo, è la parte più antica dell'abbazia. La sua originalità sta nel fatto che le cappelle absidali hanno una pianta posta a 45° rispetto al centro del coro. Nel XV secolo i muri del coro furono rivestiti in marmo. Dietro i gradini dell'altare maggiore si può vedere la tomba dell'abate Jean-Baptiste de Mornat, restauratore dell'abbazia. La crociera del transetto era originariamente sormontata da una torre a lanterna, che fu poi sostituita da una guglia in carpenteria ricoperta d'ardesia.
IL braccio settentrionale del transetto è rischiarato da un grande rosone di 7,15 metri di diametro esterno.
La navata presenta volte d'ogiva sulle cui chiavi sono scolpite figure di monaci che guardano verso terra e le cui teste sono orientate a ovest. Nel XVII secolo la navata è stata dotata di decorazioni classiche: grandi arcate a tutto sesto, pilastri e capitelli ionici delle colonne laterali, ecc.
Durante la notte tra il 6 e il 7 maggio 1971 un incendio, causato probabilmente da un cortocircuito si è sviluppato in un'ala dell'abbazia e si è propagato nelle parti alte degli edifici e della chiesa abbaziale, che furono completamente distrutte ed è stata necessaria una lunga e costosa ricostruzione.

## Opere e oggetti notevoli
- Un insieme eccezionale di pitture murali del XVI secolo narra la vita di san Benedetto è stato portato alla luce nella galleria nord del chiostro ed è stato oggetto di restauro.
- La chiesa ospita dal 1714 un organo notevole, l'organo storico di Jean Boizard, classificato come monumento storico di Francia nel 1950.

## Manifestazioni
Nell'abbazia si svolge ogni anno, in cinque domeniche dei mesi di luglio e agosto, il Festival dell'Abbazia di San Michele in Thiérache, incontro di canto e musica barocca, organizzato in partenariato con il Festival a concorso di canto barocco di Chimay.